# La Cueva (bar-teatro)
La Cueva fue un bar y teatro de Buenos Aires, Argentina, que funcionó entre 1964 y 1967, frecuentado por artistas, poetas, melómanos, músicos de jazz y pioneros del género que más tarde se denominó rock nacional. Se lo considera uno de los lugares donde se originó este movimiento.

## Historia
La Cueva funcionó en un sótano ubicado en Av. Pueyrredón 1723, Buenos Aires. Originalmente fue el cabaret Jamaica, denominado luego El Caimán y más tarde La Cueva de Pasarotus, aunque inicialmente regentada por el pianista y trombonista de jazz Juan Carlos Cáceres desde la década de 1950 y cuyo nombre fue idea suya inspirada en La Cave de París, club legendario de la capital francesa. Posteriormente a dicho periodo como punto de encuentro de los músicos de jazz porteños, escenario de frecuentes actuaciones y jam sessions, en 1964 el local fue reformado y ya con el nombre oficial de La Cueva se convirtió en un lugar de mayor presencia beat y rock, frecuentado por músicos consagrados y por futuras figuras del movimiento que más tarde se conocería en Argentina como rock nacional. A partir de 1966, tras el golpe de Estado que derrocó al presidente Arturo Illia, la policía mantuvo un férreo control sobre el local, sus propietarios, artistas y público que allí acudieran. Los allanamientos y procedimientos sobre lo que se consideraba control de 'Moralidad y Toxicomanía' se sucedieron hasta que, en 1967, tras numerosos problemas legales, un magistrado dictó la clausura definitiva del club, que nunca más volvió a funcionar.

## Trascendencia
La Cueva fue uno de los epicentros en torno a los cuales se originó el rock argentino cantado en castellano. Varios de los músicos y creadores más destacados del inicio del movimiento eran habituales del lugar y allí cantaban sus composiciones primigenias. Entre los más asiduos concurrentes se contaban Sandro (cuya presencia frecuente dio fama al local), Billy Bond (copropietario y responsable del club), Litto Nebbia, Miguel Abuelo, Oscar Moro, Moris, Javier Martínez, Alejandro Medina, Pajarito Zaguri, Carlos Mellino, Tanguito, Horacio Martínez, Ciro Fogliatta, Charly Camino y los periodistas y poetas Pipo Lernoud y Miguel Grinberg. 
Del ambiente generado por La Cueva surgieron varios grupos musicales legendarios: Nebbia, Fogliatta y Moro formaron Los Gatos; Javier Martínez, Manal; Miguel Abuelo, Los Abuelos de la Nada; y Alejandro Medina y Mellino, Los Seasons. Normalmente, los asistentes a las reuniones de La Cueva terminaban la madrugada desayunando en La Perla del Once, otro bar mítico ubicado frente a la porteña y conocida Plaza Miserere, donde Tanguito compuso, con la ayuda de Litto Nebbia, el considerado primer tema de autor del rock argentino que tuvo verdadero éxito oficial a través de una conocida discográfica: "La Balsa".